# The Blind Man

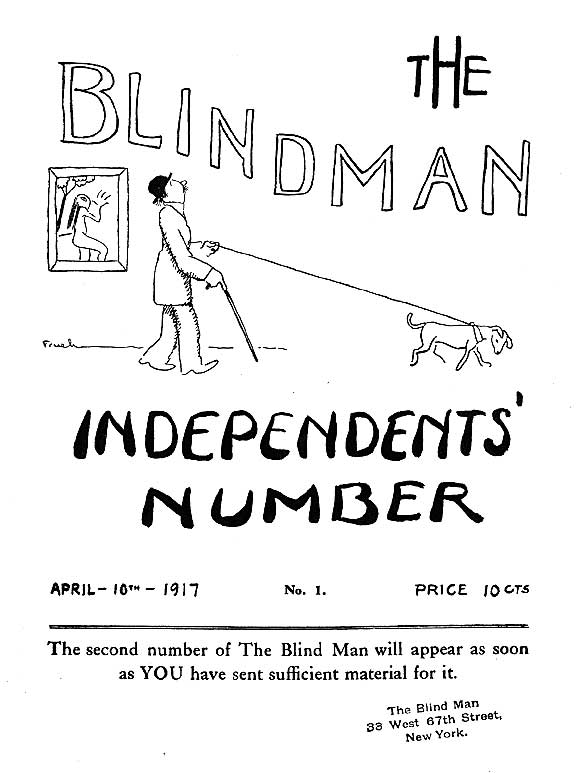
The Blind Man Nr. 1 (April 1917)

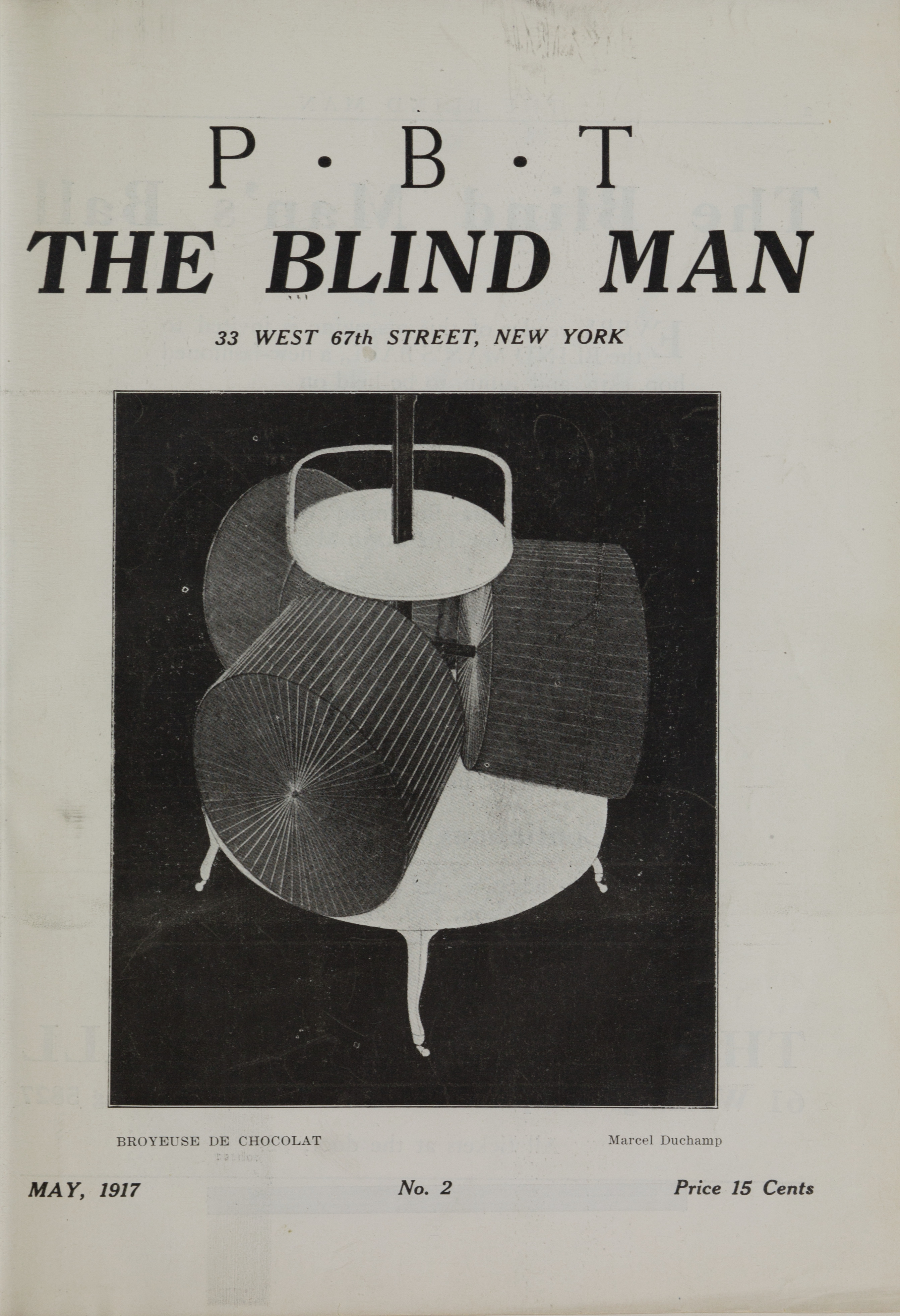
The Blind Man Nr. 2 (Mai 1917)

The Blind Man war ein Dadamagazin, das unter diesem Titel 1917 in New York in zwei Ausgaben im April und Mai des Jahres veröffentlicht wurde. Herausgeber waren Marcel Duchamp, Henri-Pierre Roché und Beatrice Wood. Weitere Veröffentlichungen der New Yorker Dada-Bewegung waren im Juli 1917 Rongwrong und New York Dada im April 1921.

## The Blind Man I und II

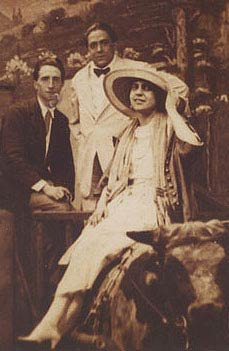
Marcel Duchamp, Francis Picabia und Beatrice Wood, 1917

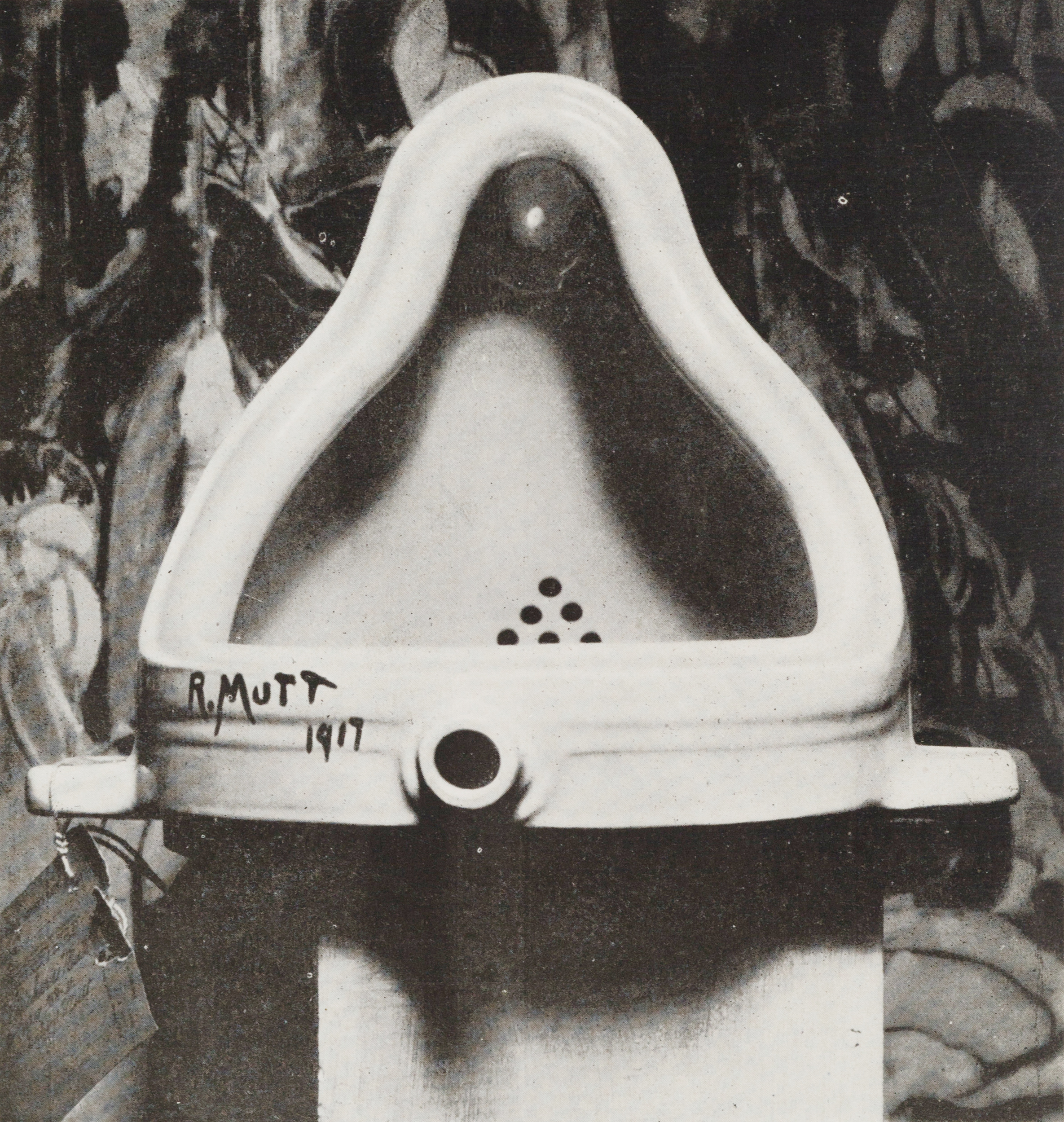
Fountain, Foto von Alfred Stieglitz (1917)

„The Richard Mutt Case“ in The Blind Man Nr. 2

Der französische Künstler Marcel Duchamp war im Jahr 1915 nach New York gezogen. 1916 gründete er dort mit weiteren Künstlern die Society of Independent Artists, die juryfreie Ausstellungen sponserte. Sie inspirierte Duchamp dazu, im folgenden Jahr zusammen mit Henri-Pierre Roché und Beatrice Wood die dadaistische Publikation The Blind Man herauszugeben, die Autoren dazu einlud, über beliebige Themen zu schreiben.
Die erste achtseitige Ausgabe erschien am 10. April 1917 zur Eröffnung der ersten Ausstellung der Society of Independent Artists mit Beiträgen der britischen Schriftstellerin Mina Loy und einem Redaktionskommentar von Roché. Da Duchamp und Roché keine amerikanischen Staatsbürger waren, übernahm Beatrice Wood gegen den Willen ihres Vaters, der mit dem Inhalt des Magazins nicht einverstanden war, die Verantwortung für das Blatt. Es stand nicht zum öffentlichen Verkauf bereit, sondern wurde Kunstgalerien angeboten.
Die zweite Ausgabe von The Blind Man mit Duchamps Schokoladenzerreiber auf dem Umschlag kam im Mai heraus und hatte als Hauptthema die Ablehnung von Duchamps Ready-made Fountain durch den Vorstand der Society of Independent Artists. Fountain war ein Urinal, das Duchamp erworben, mit „R. Mutt“ signiert und anonym als Skulptur eingereicht hatte. Die Ausgabe zeigt Fountain als Fotografie von Alfred Stieglitz auf der Seite 4 und auf der gegenüberliegenden Seite einen unsignierten Leitartikel, „The Richard Mutt Case“, in dem die Ablehnung diskutiert wurde. Der Text stammt vermutlich von Duchamp selbst, wenngleich Beatrice Wood in ihrer Autobiografie die Urheberschaft für sich beanspruchte. Weitere Beiträge hatten als Autoren Walter Arensberg, Mina Loy, Francis Picabia, Joseph Stella und Gabrielle Buffet-Picabia.
Obgleich die New Yorker Kunstwelt The Blind Man aufmerksam zur Kenntnis genommen hatte, wurde es nach der zweiten Ausgabe eingestellt. Der Grund hierfür war eine Wette zwischen Roché und Francis Picabia, die Dada zur Ehre gereichte. Der Gewinn eines Schachmatches zwischen beiden sollte für die Entscheidung sorgen, welche Publikation eingestellt werden sollte: The Blind Man oder Picabias Magazin 391, gegründet Anfang 1917 in Barcelona. Picabia gewann das Match, und daher endete die Veröffentlichung von The Blind Man. 391 erschien bis zum Jahr 1924.

## Weitere Publikationen in New York
Eine dritte Veröffentlichung mit denselben Herausgebern folgte noch im Juli 1917, sie trug den Titel Rongwrong – ein Druckfehler, er sollte ursprünglich „Wrongwrong“ lauten, wurde aber akzeptiert – und enthielt unter anderem Beiträge von Duchamp und Carl van Vechten sowie eine Dokumentation über das entscheidende Schachspiel von Picabia und Roché.
Die vierseitige Veröffentlichung New York Dada, herausgegeben von Duchamp und Man Ray im April 1921 in einer Ausgabe, führte als einzige dieser Publikationen den Namen „Dada“ im Titel. Um den Begriff verwenden zu dürfen, hatten die Herausgeber Tristan Tzara um die Lizenz hierfür gebeten. Tzara antwortete: „Dada gehört allen. Wie die Idee Gottes oder die der Zahnbürste“. Die Ausgabe enthielt als Titelblatt ein Foto Man Rays von Duchamp, verkleidet als Frau mit Pelzkragen und Glockenhut mit dem Namen Rrose Sélavy, das im Ready-made Belle Haleine – Eau de Voilette (Schöner Atem – Schleierwasser), ein Parfumflacon, integriert war. Es folgten Tzaras Text als Brief sowie eine Fotografie von Alfred Stieglitz und ein langes Gedicht von Elsa von Freytag-Loringhoven, begleitet von zwei Fotos ihres nackten Oberkörpers. Der Druck wurde nicht verkauft, sondern an Freunde verteilt – in der Hoffnung, Interesse an Dada zu fördern. Da dies nicht geschah, war Dada in New York beendet und nur noch für kurze Zeit in Paris vertreten.